# Gettr
Gettr (estilizado como GETTR) es una plataforma de redes sociales creada por Jason Miller, ex asistente y portavoz de Donald Trump. Una versión beta de la plataforma se lanzó el 1 de julio de 2021. Su interfaz de usuario y su conjunto de características se han descrito como muy similares a los de Twitter.

## Antecedentes
Después del ataque del 6 de enero de 2021 al Capitolio de los Estados Unidos, varios sitios de redes sociales restringieron el uso de las redes sociales de Donald Trump, incluidos Twitter, Facebook e Instagram, quienes lo prohibieron en sus plataformas. Las plataformas también suspendieron a algunos partidarios de Trump. Estas acciones provocaron la protesta de algunos conservadores de que los sitios de redes sociales y "Big Tech" estaban silenciando a los conservadores.
Después de las prohibiciones, Trump comenzó a buscar plataformas alternativas, eventualmente creando su propio blog para compartir contenido similar al que había publicado anteriormente en Twitter. Después de una mala recepción, cerró el blog poco después de su lanzamiento. Jason Miller, entonces asesor principal y portavoz de Trump desde 2016, durante varios meses se burló de los planes del equipo de Trump para crear una red social propia.

## Historia
En junio de 2021, se informó que Miller había dejado el equipo de Trump para convertirse en director ejecutivo de una startup tecnológica. Una versión beta de Gettr se lanzó el 1 de julio de 2021, luego de ser agregada a Apple App Store y Google Play Store a mediados de junio. También se puede acceder a la plataforma a través de la web. El lanzamiento oficial está programado para el 4 de julio de 2021. Según la lista de Apple App Store, Gettr es desarrollado por una empresa llamada Chainnov Inc.
Al 1 de julio de 2021, Gettr tenía varios miles de usuarios. Bloomberg informó que Trump no se uniría a la plataforma, ni tendría ningún interés financiero en ella, y que todavía estaba planeando crear una plataforma propia.

## Plataforma
Gettr ha sido descrita como una plataforma de redes sociales conservadora. Gettr se describe a sí misma como una "red social sin prejuicios" y se anuncia a sí misma como una alternativa a las redes sociales convencionales, y escribe en una declaración de misión que sus objetivos incluyen "luchar contra la cultura de la cancelación, promover el sentido común, defender la libertad de expresión, desafiar monopolios de las redes sociales y la creación de un verdadero mercado de ideas". Según Miller, el nombre se basa en la idea de "reunirse".
La interfaz de usuario y el conjunto de funciones de Gettr se han descrito como muy similares a los de Twitter, y algunos periodistas lo describen como un "clon". Los usuarios pueden escribir publicaciones en la plataforma de hasta 777 caracteres, y la plataforma permitirá subir imágenes y videos. Los usuarios pueden volver a publicar las publicaciones de otros usuarios, así como explorar una fuente de temas de actualidad. La plataforma también incluye la posibilidad de que los usuarios sean verificados. La aplicación tiene una calificación de "M" para "adultos" en las tiendas de aplicaciones, lo que significa que se recomienda para los mayores de 17 años. Miller dijo que la plataforma planea agregar monetización a través de una función de "propinas", transmisión en vivo y una plataforma para facilitar las donaciones políticas.

## Contenido
Los temas de tendencia en la plataforma el día del lanzamiento de la versión beta de Gettr incluyeron eslóganes pro-Trump, así como hashtags que se refieren a teorías sin mucha evidencia sobre los orígenes de la COVID-19. Los términos de servicio de Gettr permiten pero no comprometen a la plataforma a eliminar contenido que sea "ofensivo, obsceno, lascivo, lascivo, sucio, pornográfico, violento, acosador, amenazante, abusivo, ilegal o de otra manera objetable o inapropiado".